# Guîtres
Guîtres is een gemeente in het Franse departement Gironde (regio Nouvelle-Aquitaine). De plaats maakt deel uit van het arrondissement Libourne en van het gemeentelijk samenwerkingsverband Communauté d’Agglomération du Libournais. Guîtres telde op 1 januari 2022 1.637 inwoners.
In de middeleeuwen lag hier de benedictijner Abdij van Guîtres, waarvan de voormalige abdijkerk Notre-Dame een restant is. De ouste delen van de kerk zijn 11e-eeuws en de kerk werd in 1901 beschermd als monument historique. Vanaf de middeleeuwen had Guîtres een rivierhaven op de Isle waar wijn en groenten werden verscheept.

## Geografie
De oppervlakte van Guîtres bedroeg op 1 januari 2022 5,02 vierkante kilometer; de bevolkingsdichtheid was toen 326,1 inwoners per km². De Lary mondt uit in de Isle in de gemeente.

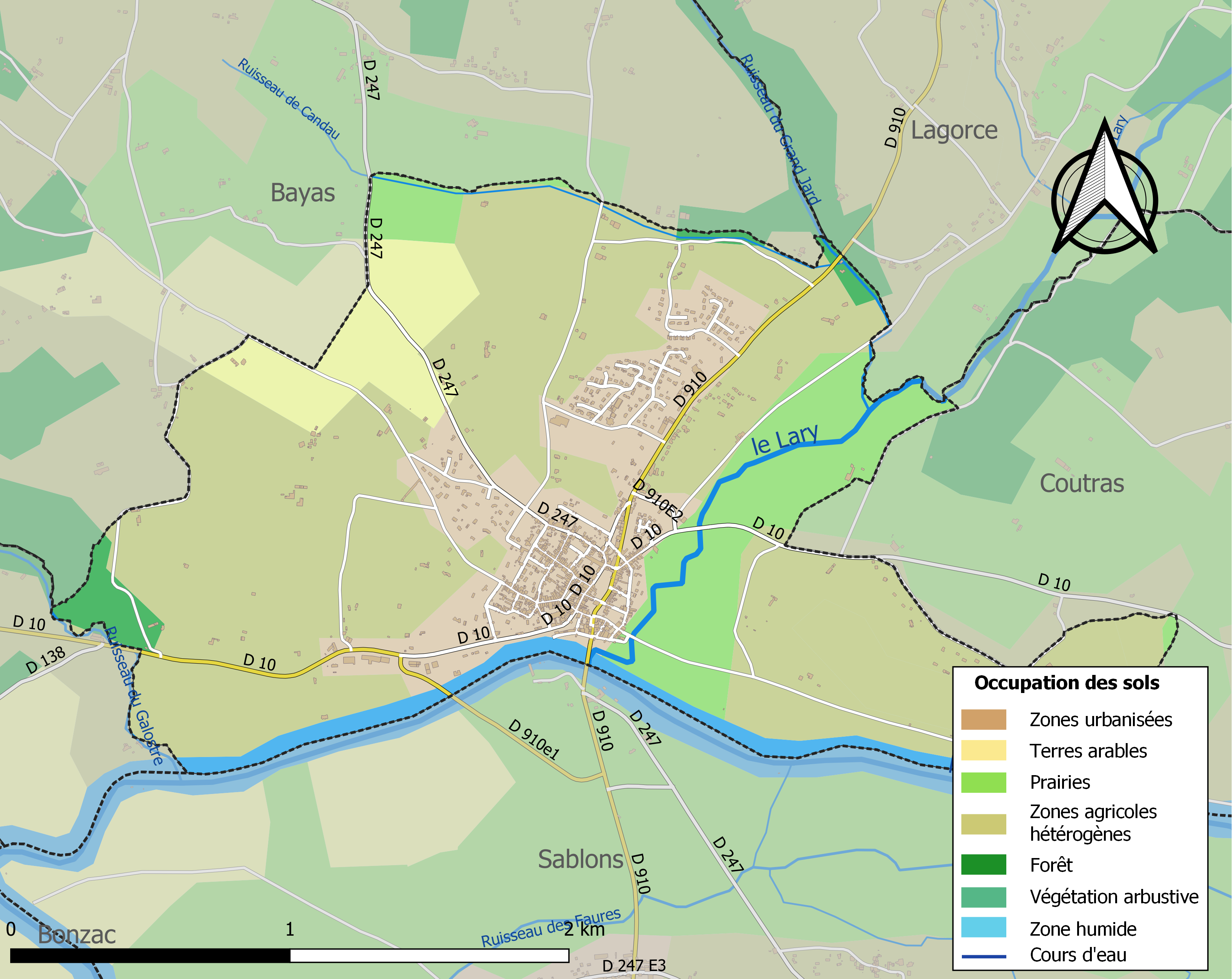
Kaart van de gemeente met belangrijkste infrastructuur, bodemgebruik en omliggende gemeenten

## Demografie
Onderstaande figuur toont het verloop van het inwonertal (bron: INSEE-tellingen).